# عبد السلام منصور
عبد السلام منصور ولد في 19 نوفمبر 1949 في سوسة، هو مهندس وسياسي تونسي.

## السيرة الذاتية

### الدراسات
درس عبد السلام منصور في جامعة تونس أين تحصل على ليسانس في العلوم الاقتصادية في 1971، ثم انتقل إلى جامعة منيسوتا (الولايات المتحدة) أين نال شهادة الماجستير في الاقتصاد الزراعي في 1974.

### المسار المهني
بدأ مساره المهني في 1974 كمهندس رئيسي ثم ككبير المهندسين في وزارة الفلاحة التونسية. شغل في هذه الوزارة منصب مدير الإدارة الفرعية للتخطيط الزراعي بين 1978 و1980. 

بين 1980 و1981، أصبح مستشارا اقتصاديا لدى الصندوق الكويتي للتنمية الاقتصادية العربية، ثم بين 1981 و1999 كان نائب مدير المشروعات الزراعية والغذائية والصيد ثم المدير المركزي للمشاريع لدى بنك ستوسيد.

بين مايو 1999 ومارس 2005، كان رئيس مجلس الأعمال ثم المدير العام لوكالة النهوض بالاستثمار الخارجي. عند خروجه منها، انتقل ليصبح رئيس مدير عام بنك تمويل المؤسسات الصغرى والمتوسطة حتى أغسطس 2008.

منذ 2015، أصبح عضو مجلس إدارة مجموعة تواصل القابضة المدرجة في بورصة تونس، كممثل للناقلات الصغيرة.

### المسار السياسي
عين في 29 أغسطس 2008 في منصب وزير الفلاحة والموارد المائية والصيد البحري في حكومة محمد الغنوشي الأولى، وبقي على رأس الوزارة حتى مغادرتها في 17 يناير 2011 إثر الثورة التونسية.

## التتبعات القضائية
بعد الثورة التونسية في 2011، تم استنطاق عبد السلام منصور عدة مرات طيلة 2012 في قضية متعلقة بالتفويت في آراض وضيعات فلاحية دون وجه حق لأقارب وأصهار الرئيس زين العابدين بن علي ولاستغلال شبه موظفين. 

في 14 يونيو 2013، صدرت بطاقات إيداع بالسجن في حق عبد السلام منصور وزهير المظفر وزير أملاك الدولة والشؤون العقارية ومنجي صفرة المستشار الاقتصادي للرئيس بن علي. 

في 27 نوفمبر 2017، حكم عليه بسنتين سجنا في قضية التفويت بآراضي فلاحية، ونفس الحكم بالنسبة لزهير مظفر وللرئيس بن علي.

## الحياة الخاصة
عبد السلام منصور متزوج وأب لطفلين.